# Loxosceles intermedia
Loxosceles intermedia là một loài nhện trong họ Sicariidae.
Loài này thuộc chi Loxosceles. Loxosceles intermedia được miêu tả năm 1934 bởi Cândido Firmino de Mello-Leitão.